# Національний парк Сьєрра-де-лас-Кіхадас
Сьє́рра-де-лас-Кіха́дас (ісп. Parque Nacional Sierra de las Quijadas) — національний парк, розташований у північно-західній частині аргентинської провінції Сан-Луїс. Він був заснований 10 грудня 1991 року для захисту типової природи екорегіону напівпустельного Чако та Хай-Монте.

## Клімат
У Сан-Луїсі екотон між горами та Чако розташований на захід від ізогієтиа 400 мм і охоплює близько 800 000 га. Клімат району напівпустельний і характеризується різкими перепадами температури, як сезонними, так і добовими. Середньорічна максимальна температура 24,4 °C, а мінімальна становить 10,7 °C. Середньорічна температура 13,7 °C. Максимальна середньомісячна температура 31 °C (за січень місяць); мінімум 3,1 °C за липень місяць. Середнє значення відносної вологості коливається від 48 % у серпні–вересні до 64 % у квітні–червні; середньорічний показник становить 55 %. Опадів мало, і вони розподіляються протягом року нерівномірно. Існує два сезони: сухий взимку і вологий з пізньої весни до початку осені.

## Геологія
Сьєрра-де-лас-Кіхадас розташована у басейні Сан-Луїс, поверхня якого складається з осадових, метаморфічних і магматичних відслонень різного віку. Басейн обмежений горамиСьєрра-де-Сан-Луїс на сході, тоді як на заході вважається, що басейн під поверхнею пов'язаний з тріасовими басейнами провінцій Мендоса і Сан-Хуан. На півночі басейн простягається до Мараєс-де-Сан-Хуан. Це антиклінальна структура приблизно еліптичної форми, головна вісь якої орієнтована меридіонально. Великий розлом простягається в напрямку з півночі на південь, субпаралельно поточному руслу річки Десагуадеро. Уздовж цього перелому діапазон Кіхадас був піднятий.

### Геологічне походження

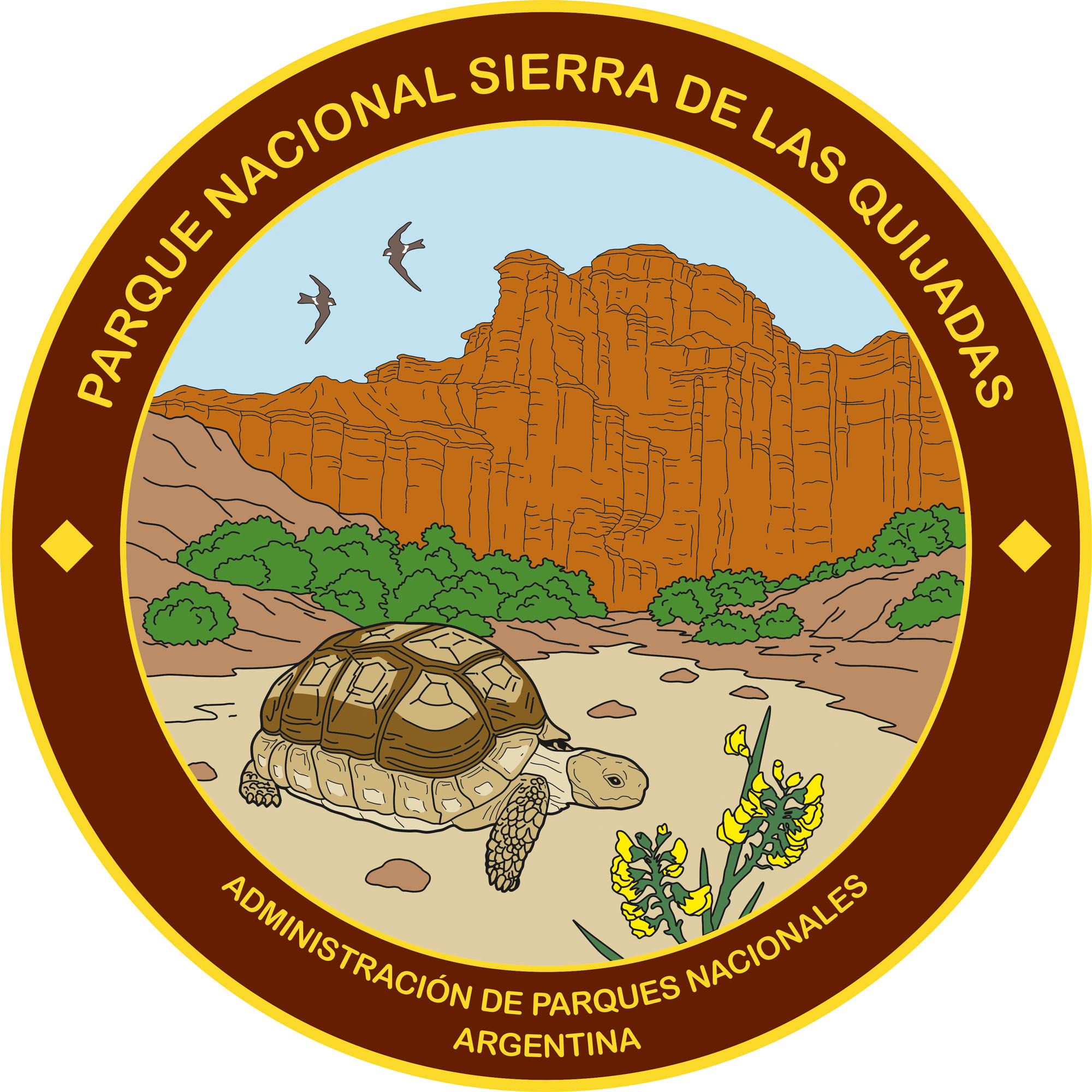
Логотип парку

Геологічне походження Кіхадас складається з трьох етапів: заповнення, підняття та ерозія. 120 млн років тому нинішнє розташування Кіхадас займав осадовий басейн, оточений двома височинами. Однією з них є Сьєррас-де-Сан-Луїс, іншою — пасмо, яке існувало вздовж поточної течії річки Десагуадеро. Улоговини почали заповнюватися річковими та еоловими відкладеннями, розмитими з високогір'я. Процес тривав близько 20 млн років, у результаті чого басейн був повністю заповнений 100 млн років тому. Наступні 75 млн років відсутні в геологічних літописах і вважаються періодом спокою. Упродовж третинного періоду шари, що відкладалися 120—100 млн років тому, були підняті та складені внаслідок тектонічних процесів, пов'язаних із формуванням Сьєррас-Пампеанас. Підняття почалося 25 млн років тому, і Кіхади все ще піднімаються, оскільки Південноамериканська плита продовжує свою міграцію на захід. Одночасно з підняттям ерозія стала основним фактором, який створив сучасні долини та ущелини, такі як долина Потреро-де-ла-Агуада.

### Геологічні утворення

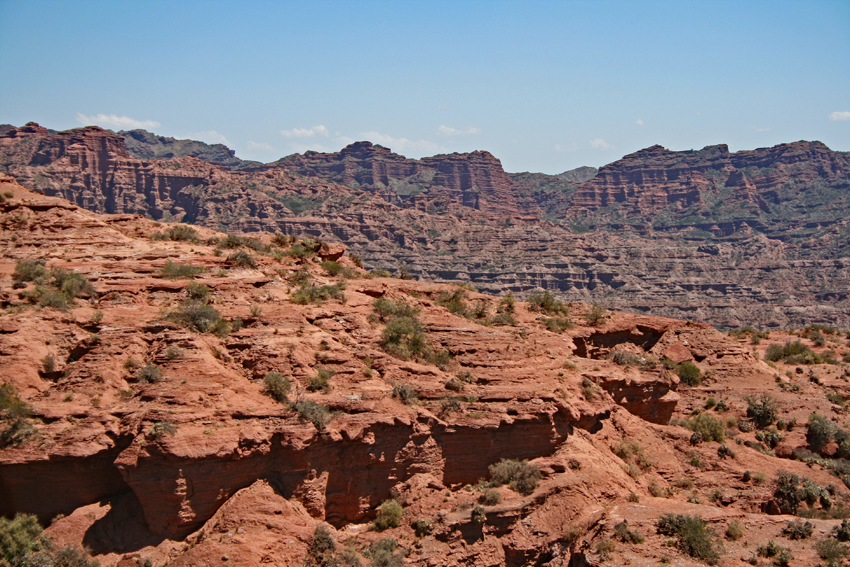
Скельні утворення Сьєрра-де-лас-Кіхадас

У межах парку виявлено п'ять геологічних утворень нижньокрейдового віку та одну третинного. Крейдяні шари відносяться до етапу заповнення басейну 20 млн років, який накопичив понад 1000 м відкладень. Подальше підняття, згортання та ерозія дозволили цим утворенням зараз бути відкритими на поверхні. Формація Ель-Хуме є найдавнішою з послідовності, утворившись 120 млн років тому. Вона оголюється в долині Потреро-де-ла-Агуада. Товщина близько 300 м, середовище його відкладення варіювалося від річкових до еолових та озерних. Літологічно формація складається з шарів червоного пісковику та аргіліту, що чергуються. Формації Ель-Тоскаль і Ла-Крус широко поширені в Кіхадасі. Формації, що відкладалися 110 млн років тому, становлять основну частину рельєфу місцевості, утворюючи червонуваті, білуваті, сірі скелі та ущелини. Скелі походять із високоенергетичних річкових середовищ, пов'язаних із річками, які колись витікали з давніх гір Сьєрра-дель-Десагуадеро. Формація Ла-Крус містить шар базальтової лави, яка вивержена 109,4–107,4 млн років тому. Формації складаються з шарів конгломерату, пісковику, аргіліту та гіпсу та частково вкриті сучасним осадом. Формація Лагарсіто, відкладена приблизно 100 млн років тому, розташована на східних схилах гір, поступово занурюючись у навколишню рівнину. У формації переважають аргіліти з деякими пісковиками, які відкладалися в систему взаємопов'язаних озер. Сан-Роке є найновішим утворенням, відклалося 25 млн років тому. Разом із формацією Лагарсіто вона утворює серію низьких пагорбів по всьому парку. Складається з шарів конгломерату, пісковику, аргіліту та гіпсу, частково покритих сучасними осадами. Недиференційовані четвертинні відкладення складаються з гірських порід, а також осадових відкладень. Останні — це переважно річкові піски та еолові мули, типові для лесу Пампеано. Вік цих шарів не перевищує 1 млн років. Наймолодші відкладення (плейстоцен-голоцен) містяться в заплавах і на водно-болотних угіддях Лагунас-де-Гуанакаче. Вони алювіальні та озерні за походженням, а також деякі солончаки.

### Палеонтологія

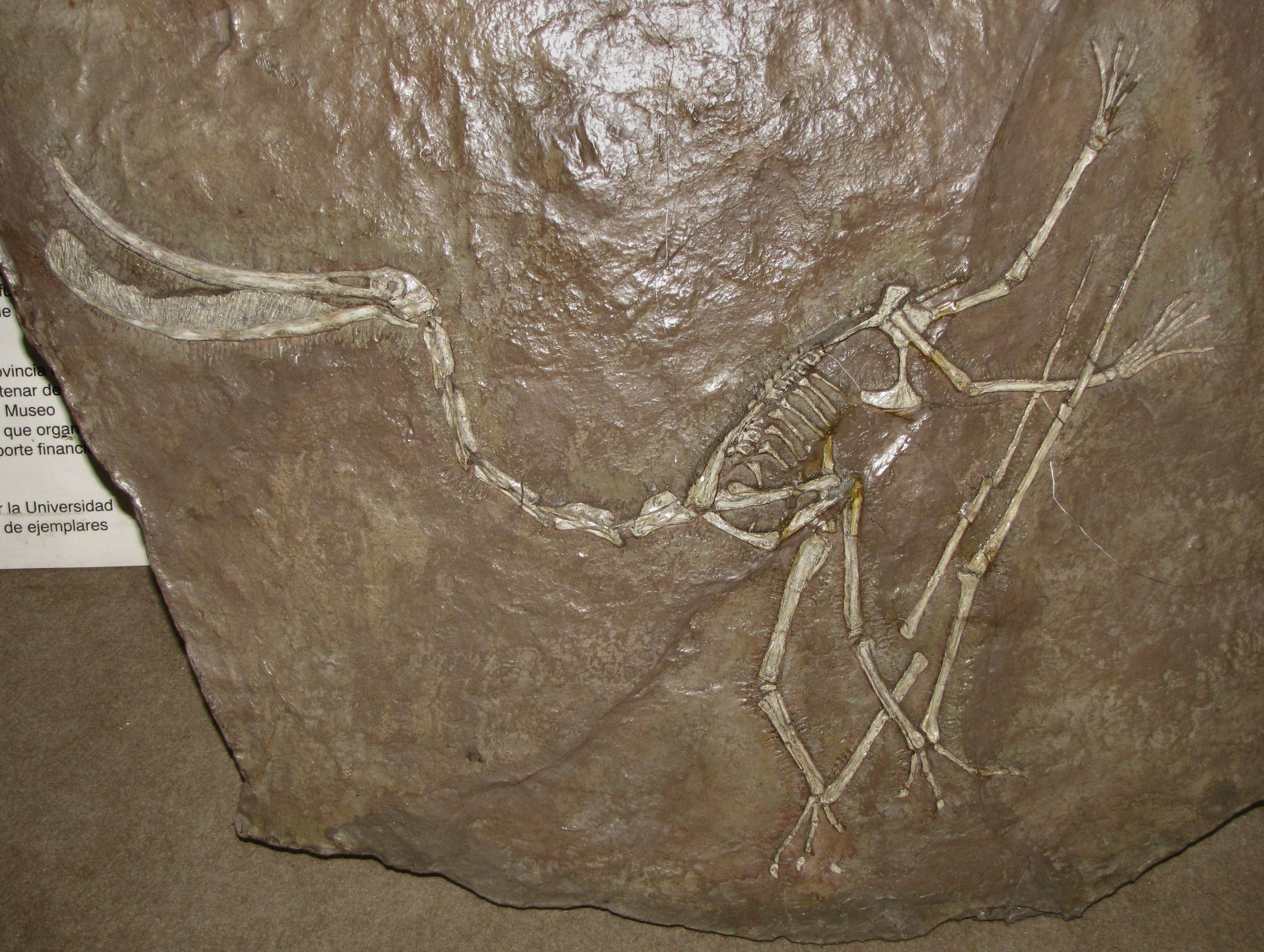
Зліпок зразка P. guinazui, знайденого в парку в Аргентинському музеї природничих наук у Кабаліто, Буенос-Айрес, Аргентина

Упродовж 1960–1970-х років Хосе Бонапарт вперше виявив залишки Pterodaustro guinazui у формації Лагарсіто. З тих пір місце викопних решток, назване Лома-дель-Птеродаустро в 1990-х роках, було широко розроблено, забезпечуючи велику кількість викопних рослин і тварин, головним чином птерозаврів; завдяки гарному збереженню делікатних структур це місце було класифіковано як Консерват-Лагершетт.

## Гідрографія
Парк має дуже виражену дренажну мережу, утворену зливовими стоками, що впливають на територію, тому поверхневі скелі дуже чутливі до ерозії. Проте всі струмки є пересихаючими, несучи воду лише під час вологого сезону. Долина Потреро-де-ла-Агуада є особливим випадком, оскільки вона концентрує дощову воду в замкнутій структурі та скидає її через єдиний вихід, Арройо-де-ла-Агуада, який впадає в річку Десагуадеро.
Лагунас-де-Гуанакаче історично є одним із найбільших водно-болотних угідь у Куйо. Воно розташоване на кордоні провінцій Мендоса, Сан-Хуан і Сан-Луїс, приблизно за 80 км на північний схід від міста Мендоса. Система була частиною більшого комплексу водно-болотних угідь, що живляться річками Мендоса та Сан-Хуан, серед яких були озера Ла-Бальсіта, Гранде, Дель-Торо, Сільверіо, Дель-Росаріо, Ель-Порвенір тощо. Ці болотні води скидаються в річку Десагуадеро, сприяючи її багаторічному стоку. Комплекс можна розділити на три сектори.

## Топографія
Висота коливається в основному від 500 до 900 м над рівнем моря. Долина річки Десагуадеро розташована нижче 500 м, а деякі вершини вище 900 м: Серро-ель-Портільйо та Серро-ель-Ліндо — нижче 1090 м, Серро-Лос-В'єхос — 920 м, Серрос-де-ла-Агуада та Серрос-де-ла-Відрієра підходять до 850 м. Уся територія поділена на 6 фізико-географічних одиниць: заплава річки Десагуадеро, кругла долина Арройо-де-ла-Агуада, степ, передгір'я, а також схили та вершини. Формування ландшафту в регіоні в основному відбувається за рахунок ерозії, викликаної водою від випадкових дощів, і ерозії вітром.

## Біорізноманіття
Сьєрра-де-лас-Кіхадас є єдиною охоронюваною територією в екотоні Чако-Монте, де зберігається флора та фауна провінції Сан-Луїс.

### Флора

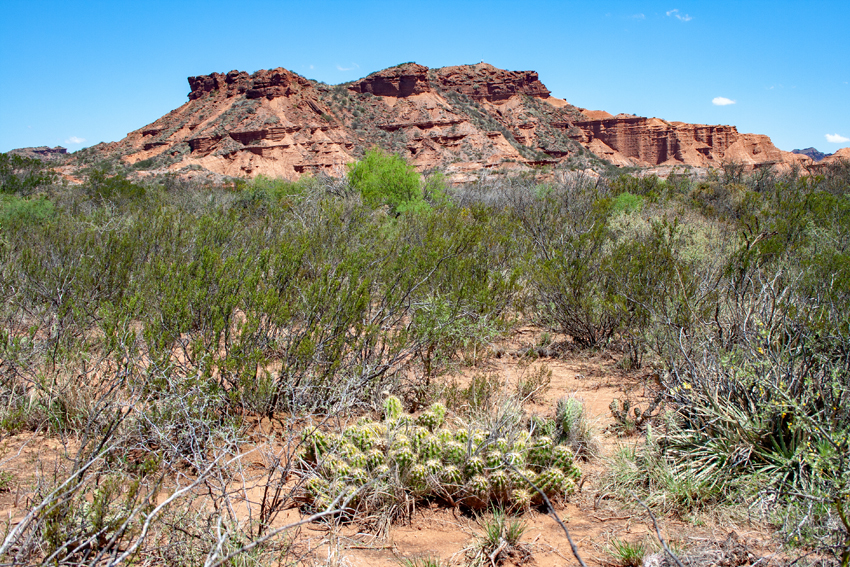
Тамариск і кактус у національному парку Сьєрра-де-лас-Кіхадас

У межах парку виявлено 416 видів, у тому числі 17 інтродукованих, із яких найвідомішим є тамариск французький, який утворює густі насадження вздовж берегів струмка. Два види, Жовтозілля (Senecio hualtaranensis) і Лутига (Atriplex quixadensis), є ендеміками парку.

### Тваринний світ
Розташування національного парку в екотонах Чако — Монте передбачає наявність представників видів обох біомів. Такі види чако, як сірий брокет, чакоанська мара, аратинга синьолобий та аргентинський удав, співіснують із характерними видами Монте, такими як рожевий казковий броненосець, піщаний галліто та ігуана на дереві Дарвіна тощо. У парку трапляється близько 270 видів хребетних, у тому числі 4 інтродукованих.